# Maki Kawanishi
Maki Kawanishi (16 de febrero de 1979) es una deportista japonesa que compitió en esgrima, especialista en la modalidad de florete. Ganó una medalla de bronce en el Campeonato Mundial de Esgrima de 2007, en la prueba por equipos.

## Palmarés internacional
| Campeonato Mundial | Campeonato Mundial      | Campeonato Mundial | Campeonato Mundial  |
| Año                | Lugar                   | Medalla            | Prueba              |
| ------------------ | ----------------------- | ------------------ | ------------------- |
| 2007               | San Petersburgo (Rusia) | Medalla de bronce  | Florete por equipos |